# Le Sahara brûle
Pour plus de détails, voir Fiche technique et Distribution.
Le Sahara brûle est un film français réalisé par Michel Gast et sorti en 1961.

## Synopsis
Envoyé au Sahara par la société pétrolière qui l'emploie et qui veut mettre un terme à des forages dont elle estime qu'ils sont improductifs, un jeune ingénieur, Lucien Rombeau, finit par se ranger à l'avis du chef des prospecteurs : ce dernier, refusant d'interrompre les travaux, est persuadé que la prospection ne sera pas vaine.

## Fiche technique
- Titre : Le Sahara brûle
- Réalisateur : Michel Gast
- Scénario et dialogues : Jean Lartéguy et Michel Gast, d'après le roman de Gil Perrault[1]
- Musique : Alain Goraguer
- Photographie : Marc Fossard
- Son : Antoine Petitjean
- Montage : Éliane Bensdorp
- Décors : Sydney Bettex et René Moulaert
- Directeur de production : Louis Guéguen
- Sociétés de production : S. B. Films - C.T.I.
- Pays d’origine :  France
- Durée : 1 h 45 min
- Date de sortie : France - 18 janvier 1961
- Affiche : Jean Mascii (France)

## Distribution
- Jean Servais
- Paul Guers
- Jess Hahn
- Magali Noël
- Georges Aminel
- Jean-Marie Amato
- Jean Daurand
- Marcel Bozzuffi
- Pierre Doris
- Georges Géret
- Jean Le Poulain
- René-Jean Chauffard
- Daniel Crohem